# Zupjok Peak
Zupjok Peak är en bergstopp i Kanada.   Den ligger i provinsen British Columbia, i den södra delen av landet, 3 400 km väster om huvudstaden Ottawa. Toppen på Zupjok Peak är 1 707 meter över havet.
Terrängen runt Zupjok Peak är huvudsakligen kuperad, men söderut är den bergig. Trakten runt Zupjok Peak är nära nog obefolkad, med mindre än två invånare per kvadratkilometer.. Det finns inga samhällen i närheten.
I omgivningarna runt Zupjok Peak växer i huvudsak barrskog.